# Enric Hernàez
Enric Hernàez i Rovira (Barcelona, 20 de mayo de 1957 - 19 de agosto de 2025) fue un compositor y cantautor español, conocido artísticamente como Enric Hernàez.

## Trayectoria artística
En 1980 graba su primer disco con dos canciones: Carme y T'he sorprès a mitja veu con producción de Antoni Parera Fons. No fue hasta 1984 y al volver de Brasil, cuando Hernàez edita su primer disco de larga duración:  Una foguera de Sant Joan en ple gener, que presentó en el Festival Grec de Barcelona de aquel año con cuatro conciertos en la Plaza del Rey de Barcelona. En abril de  1985 presenta el disco La tardor a Pekin, con producción de Joan Bibiloni, en la Sala Zeleste de Barcelona. Más tarde publica en 1986 el disco 7PM, y en 1987 Gente, en colaboración con Josep Maria Bardagí, en 1988 se edita Arigató, donde vuelve a adoptar sonido de grupo. En 1990 trabaja con Jordi Gas en el disco de transición L'últim segon d'un gran somni.
En 1993 inicia una segunda etapa musical con Llunes del Passeig de Gràcia, además edita Cucarachas!, banda sonora original de la película homónima dirigida por Toni Mora. Participa en diferentes proyectos colectivos, como el disco de homenaje a Neil Young: Com un huracà (1996), en el que versiona el tema Alabama.  Enric Hernàez i el Lotus Blau fue el disco que presentó en 1997.
Ya en 2002, Hernàez publica Oh poetas salvajes, un CD compuesto por poemas musicados de Mario Benedetti, Ángel González, Cristina Peri Rossi, Felipe Boso, Bernardo Atxaga y Juan de Loxa, entre otros. En 2008 publica No t'oblido ni quan l'aspra nit s'obre, con poemas de David Castillo Buïls, un texto de Bob Dylan y un poema de Núria Martínez Vernís.
En 2010 publica 360 llunes, un disco en el que Hernàez ofrece una mirada antológica de su repertorio, grabado en vivo en concierto en el Festival Barnasants el 11 de marzo de 2010 y repasando una trayectoria artística de 30 años. Además, Enric Hernàez fue galardonado con el Premio Barnasants 2011 a los mejores conciertos de la sección oficial del festival, por la presentación en directo de 360 llunes. Enric Hernàez protagoniza al año siguiente el concierto inaugural de la edición 2013 del Festival BarnaSants de Barcelona, en el escenario del Cinema-Teatre de Viella (Valle de Arán) junto a la cantante aranesa Alidé Sans el 23 de enero de 2013.
Falleció el 19 de agosto de 2025.